# 348P/PANSTARRS
348P/PANSTARRS è una cometa periodica appartenente alla famiglia delle comete della fascia principale. È stata scoperta dall'osservatorio astronomico Pan-STARRS il 2 gennaio 2017 e già al momento dell'annuncio ufficiale della sua scoperta, poco più di quattro giorni più tardi, erano state scoperte immagini di prescoperta risalenti a quasi 6 anni prima, cioè al precedente passaggio al perielio, fatto che ha permesso di numerarla definitivamente a tempo di record.